# Edme Mentelle

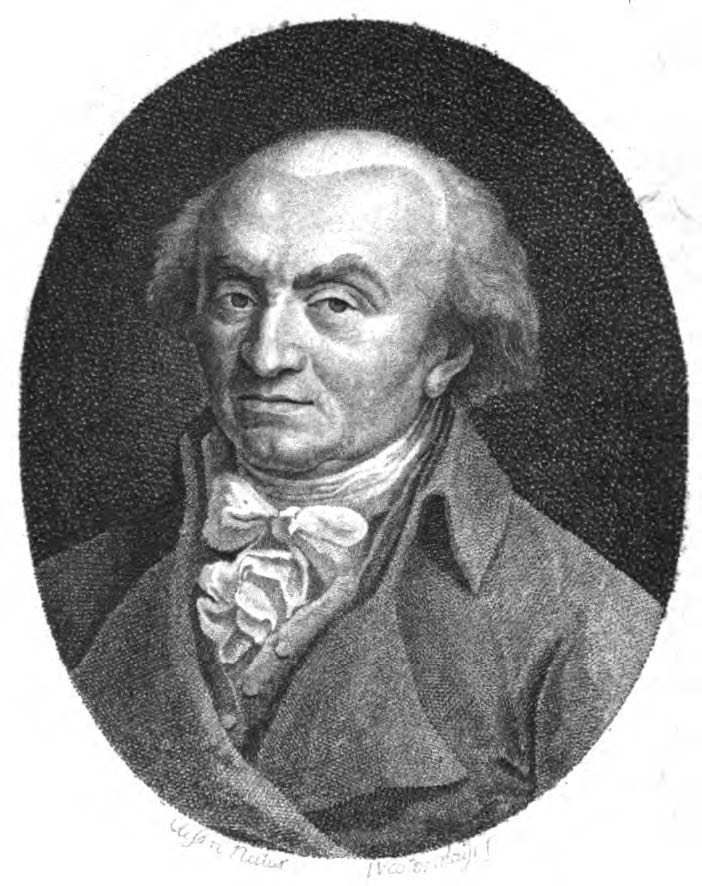
Edme Mentelle
(Kupferstich von 1801)

Edme Mentelle (* 11. Oktober 1730 in Paris; † 29. Dezember 1815, ebenda) war ein französischer Kartograph, Professor für Geographie und Geschichte und Dichter.
Mentelle war von 1760 bis 1792 Professor für Geschichte und Geografie an der École Militaire in Paris, von 1794 bis 1795 unterrichtete er Geografie an der École normale supérieure. 1795 wurde er in die Académie des Inscriptions et Belles-Lettres gewählt.